# Poszméhbangó
A poszméhbangó (Ophrys holoserica vagy Ophrys fuciflora) a spárgavirágúak (Asparagales) rendjébe, a kosborfélék (Orchidaceae) családjának bangó (Ophrys) nemzetségébe tartozó, Magyarországon fokozottan védett növényfaj.

## Elterjedése
A Mediterráneum európai részén, Közép- és Nyugat-Európában él. Magyarországon főleg a Balatonfelvidéken találkozhatunk vele.

## Megjelenése

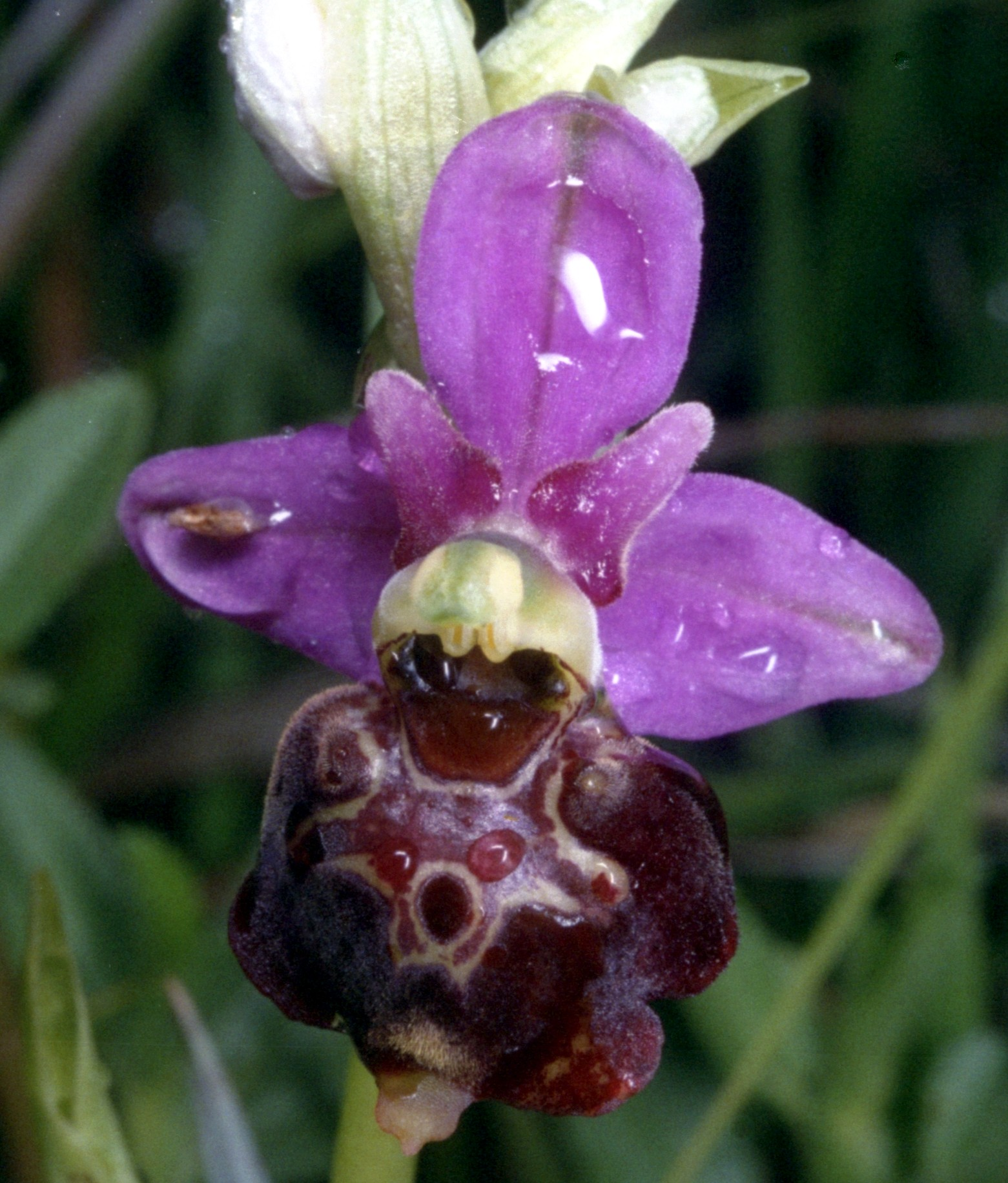
Poszméhbangó virága

10–50 cm magasra nő. Leveleinek csúcsa tompa, a levelek erezete párhuzamos. Világoszöld tőlevelei hosszúkás-tojásdadok.
Nyúlánk fürtös virágzatában a kettő, néha tíz virág rendkívül lazán áll. A legnagyobb virágú hazai bangófaj, egy-egy virág mérete a 2 cm-t is elérheti. Külső lepellevelei rózsaszínűek vagy fehérek, az oldalsó belsők rózsaszínűek, pirosak, 3–6 mm hosszúak, szőrösek. A mézajak sötétbarna, trapéz alakú, enyhén domború, 8–12 mm hosszú és 12–18 mm széles, akár 3 mm-es szarvakkal, elöl kikerekített; a függelék nagy, felálló. A tövénél két apró púpocska nő, és lilás sötétbarna, közepén sárgásbarna, szabálytalan alakú, elnagyoltan H betűre emlékeztető, fehéres szegélyű rajzolat mintázza.

## Életmódja, élőhelye
Az erősen meszes talajt kedveli; a leggyakrabban lápréteken fordul elő. Áprilistól júniusig virágzik.

## Változatai
- Ophrys fuciflora ssp. fuciflora – törzsváltozat
- Ophrys holoserica var. alba – fehér virágú változat
- Holuby-bangó (Ophrys holoserica var. holubyana;
 a legtöbb magyar nyelvű hivatkozásban Ophrys holubyana néven önálló faj)

Poszméhbangó változatok
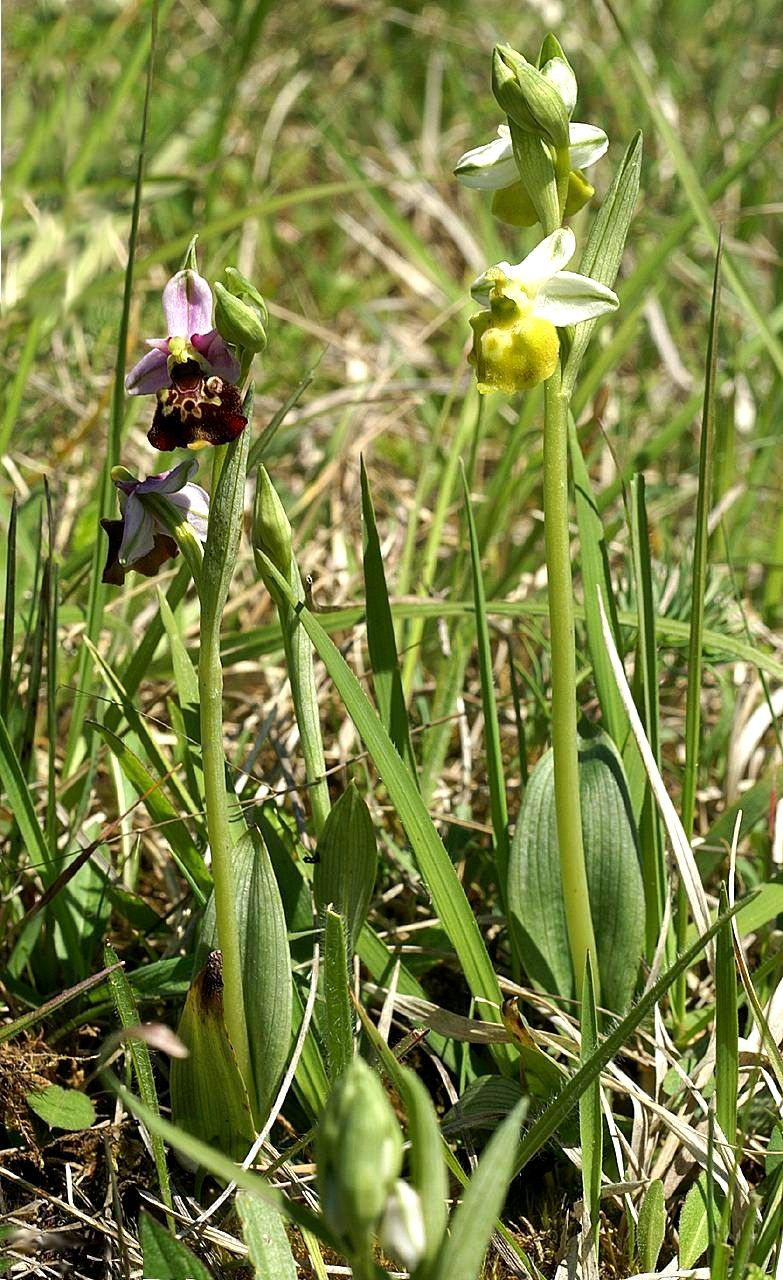
Normál és fehér virágú poszméhbangó
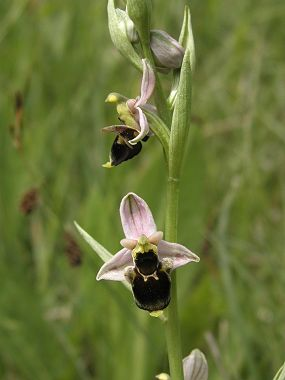
Holuby-bangó